# Gabriel Ferry
Gabriel Ferry (29. listopadu 1809, Grenoble – 5. ledna 1852 při požáru lodi Amazonka) byl francouzský spisovatel dobrodružných knih, z nichž převážná část se dá zařadit do žánru westernu.

## Životopis
Gabriel Ferry, vlastním jménem Louis de Bellemare, se narodil roku 1809 v Grenoblu a ve Francii také vystudoval. Většinu svého života však prožil na americkém kontinentu, zejména v Mexiku, kde jeho otec působil jako obchodník. Své zážitky a poznatky pak vtělil do celé řady dobrodružných románů, kterými se stal předchůdcem jiného francouzského spisovatele westernů Gustava Aimarda.
Bohatý a dramatický život Gabriela Ferryho skončil tragicky. Spisovatel zahynul roku 1852 při požáru lodi Amazonka plující do Mexika.

## Dílo
K nejznámějším knihám Gabriela Ferryho patří:
- Aventuriers du Val d'Or (1850, Poklad ve Zlatém údolí), román, jehož příběh začíná na počátku 19. století za napoleonských válek na španělském pobřeží hrůzným zločinem a pokračuje po dvaceti letech na pomezích Mexika a Spojených států, kde tři lovci u bran Zlatého údolí s hromadami blyštícího se zlata zúčtují se zlosynem.
- Le coureur des bois (1850), česky jako V zemi Apačů nebo Zálesák), tento román je u nás známější podle svého německého přepisu Der Waldläufer, jehož autorem je Karel May (tento přepis u nás vyšel pod názvem Komanč a zálesák).
- Impressions de voyages et aventures dans le Mexique, la Haute Californie et les régions de l'or (1851, Z mexické divočiny), obrázky z cest po Mexiku a Horní Kalifornii.
- Scènes de la vie mexicaine (1855, Obrázky z mexického života), posmrtně,
- Le Capitaine Pallavidas (1856, Kapitán Pallavidas), posmrtně.

## Česká vydání
- Zlaté údolí, Mikuláš a Knapp, Praha 1874, přeložil Josef Ladislav Turnovský, znovu 1906 a 1926.
- V zemi Apačů, Rudolf Storch, Praha 1889, přeložil Josef Kalenský,
- Z mexické divočiny I., Česká grafická Unie, Praha 1921, přeložil Karel Popelka,
- Z mexické divočiny II., Česká grafická Unie, Praha 1922, přeložil Karel Popelka,
- Bělouš prérie, Toužimský & Moravec, Praha 1938, přeložil Karel Čvančara, znovu v upravené podobě 1998, u tohoto titulu se boužel nepodařilo zjistit, o které originální dílo Gabriela Ferryho jde.
- Zálesák, Toužimský a Moravec, Praha 1938, přeložil Karel Čvančara, znovu v upravené podobě 1998.
- Poklad ve Zlatém údolí, Albatros, Praha 1970, přeložil Karel Černý, znovu 2017.
- Komanč a zálesák, Olympia, Praha 1993, přeložil Jiří Stach, vydání německého přepisu Der Waldläufer, jehož autorem je Karel May.